# Bulbophyllum nieuwenhuisii
Bulbophyllum nieuwenhuisii är en orkidéart som beskrevs av Johannes Jacobus Smith. Bulbophyllum nieuwenhuisii ingår i släktet Bulbophyllum och familjen orkidéer. Inga underarter finns listade i Catalogue of Life.